# Stade José-Zorrilla
Le stade José-Zorrilla est le stade du Real Valladolid. Il est situé à Valladolid. Sa capacité est de 26 512 places.
Il a accueilli trois matchs de la Coupe du monde de football 1982. Lors de sa création, le stade avait une capacité de 33 000 places.
Mais en 1995 afin de se conformer aux normes UEFA, sa capacité est réduite à 26 512 places (toutes assises).

## Inauguration

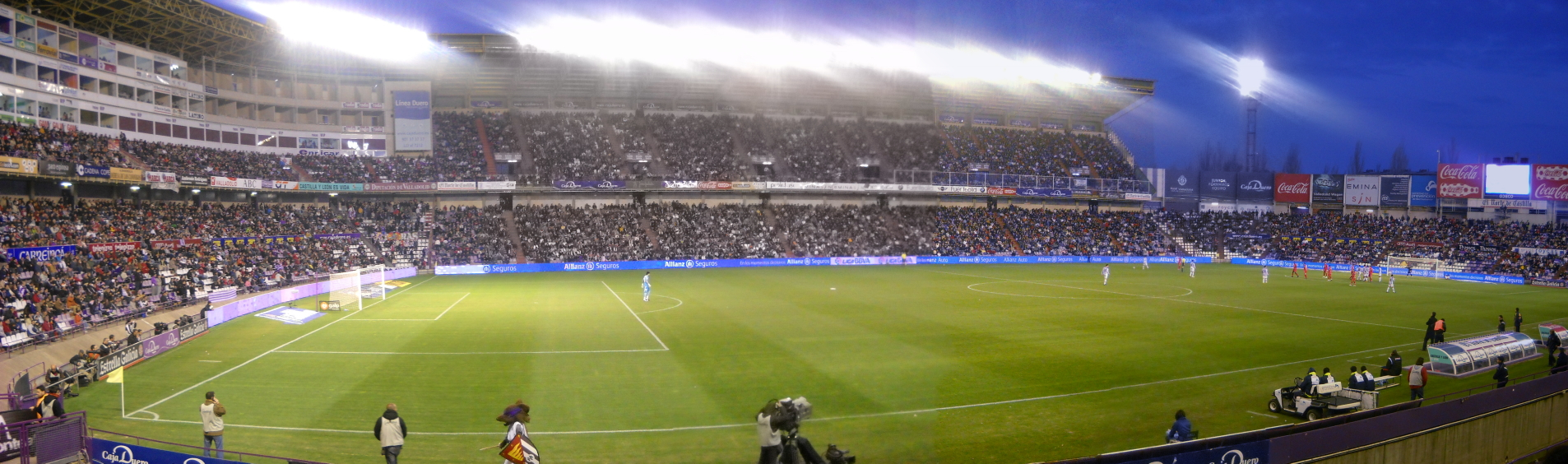
vue du stade

Le samedi 20 février 1982, le stade est inauguré par la rencontre entre le Real Valladolid et l'Athletic Bilbao. Le match est retransmis en direct et Jorge Alonso est le premier buteur de l'histoire du nouveau stade. En effet à la 84e minute, il trompe Zubizarreta. Valladolid s'impose 1-0. 
La finale de la Coupe du Roi s'y déroule en avril 1982.

## Coupe du monde 1982
Pendant la Coupe du monde 1982, le stade José Zorrilla accueilli trois matchs du groupe D : Tchécoslovaquie-Koweït, France-Koweït et France-Tchécoslovaquie.
| Date         | Équipe 1        | Équipe 2        | Résultat | Buteurs                                                          |
| ------------ | --------------- | --------------- | -------- | ---------------------------------------------------------------- |
| 17 juin 1982 | Tchécoslovaquie | Koweït          | 1 - 1    | Panenka 21e (pen) ; Al-Dakheel 27e                               |
| 21 juin 1982 | France          | Koweït          | 4 - 1    | Genghini 31e, Platini 43e, Six 48e, Bossis 89e ; Al-Buloushi 75e |
| 24 juin 1982 | France          | Tchécoslovaquie | 1 - 1    | Six 66e ; Panenka 84e (pen)                                      |